# Ернст Огріс
Ернст Огріс (нім. Ernst Ogris, 9 грудня 1967, Відень — 29 березня 2017, Відень) — австрійський футболіст і футбольний тренер.

## Біографія
Ернст — молодший брат легенди клубу «Аустрія Відень» Андреаса Огріса. Він грав з 1986 року разом зі своїм братом в «Аустрії», але був проданий в «Санкт-Пельтен» навесні 1988 року.
Після двох років з «Санкт-Пельтеном» Ернст перейшов в «Адміру Ваккер Медлинг». З «Адмірою» він грав у фіналі кубка Австрії і дебютував у єврокубках, тому був також викликаний тренером Альфредом Рідлем в національну збірну. У своєму єдиному матчі за збірну зіграв проти Данії в Оденсе (1:2) 5 червня 1991 року, в тому числі відзначився голом.
Він був проданий в 1993 році в німецьку «Герту», де ходили чутки про можливе підписання брата Ернста, Андреаса. Забив сім голів у своєму першому сезоні за 21 гру другого дивізіону.
У зимове міжсезоння 1994/95 він повернувся в Австрію і грав деякий час в «Адмірі», пізніше виступав у кількох віденських клубах з нижчих дивізіонів, а завершив кар'єру в сезоні 2008/09 у складі «Дунауштадта».
З 2008 по 2010 рік був тренером «Дунау» з чемпіонату Відня і покинув клуб після пониження в Оберлігу Відня B. Надалі продовжував тренувати аматорські команди.
Огріс помер 29 березня 2017 року у віці 49 років в лікарні кайзера Франца-Йосипа, у нього діагностували вірусну інфекцію, через яку його ввели у штучну кому.